# فرانک رینولدز (ورزشکار)
فرانک رینولدز (انگلیسی: Frank Reynolds; ۲۱ اوت ۱۹۱۷ – ۲۰ مارس ۲۰۰۱) بازیکن هاکی روی چمن اهل بریتانیا بود.